# Museo Arqueológico de Heraclión
El Museo Arqueológico de Heraclión es un museo situado en Heraclión, la capital de Creta en Grecia. Se trata de uno de los museos más grandes de Grecia y contiene la mejor colección de Arte Minoico del mundo. Además de la colección minoica, el museo cubre otros períodos de la historia de Creta, con artefactos que van desde el Neolítico hasta el período greco-romano.

## Historia del museo

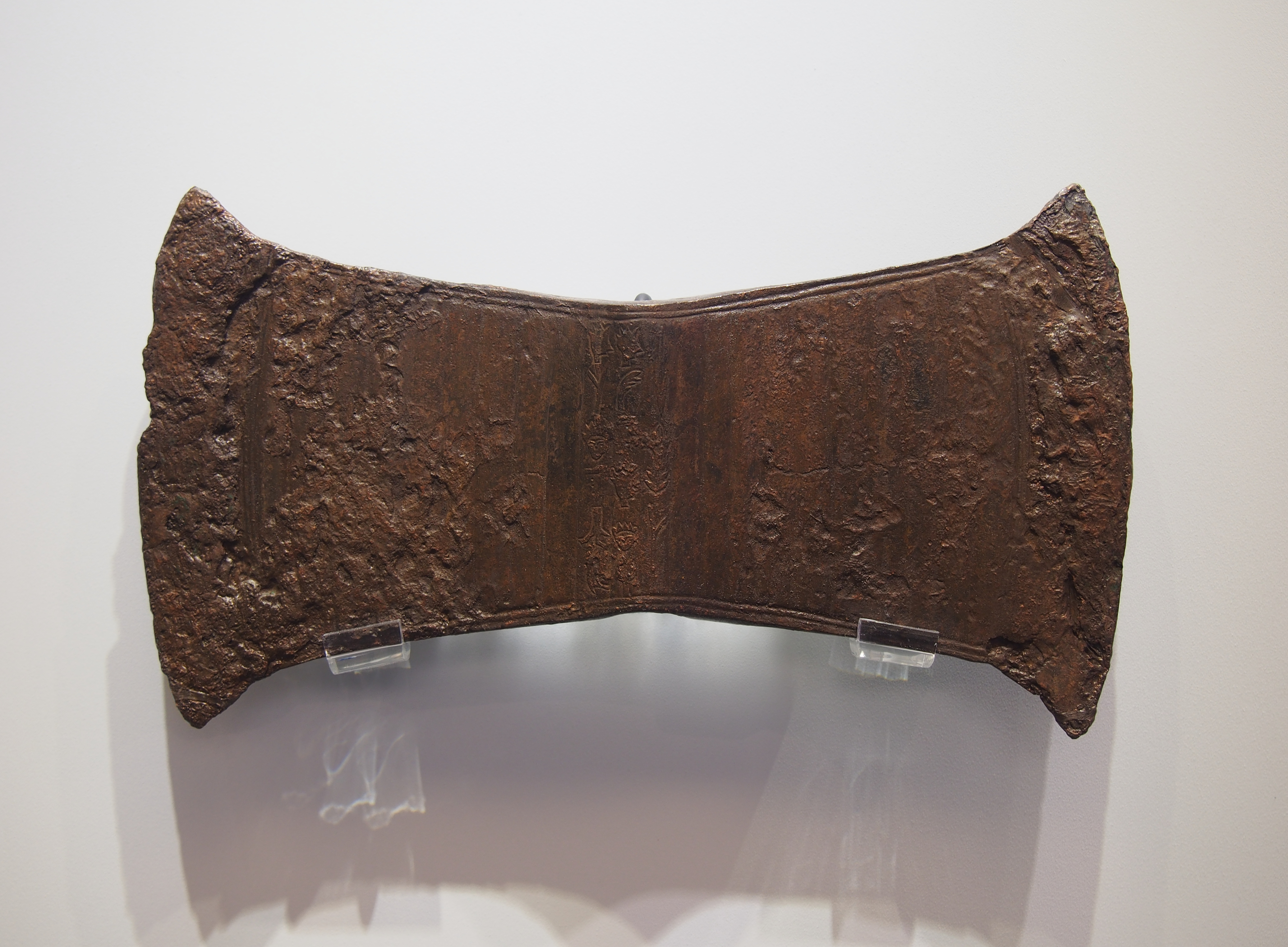
Hacha de Arkalojori

Una primera colección de piezas arqueológicas en Heraclión se reunió en 1883 en dos salas de la Catedral de Agios Minas por iniciativa del anticuario Joseph Chatzidakis. Algunos años después la colección fue trasladada a un cuartel de la ciudad y quedó a cargo de Joseph Chatzidakis y de Stefanos Xanthoudides. Más tarde fue construido un edificio especial para albergar el museo entre 1904 y 1912. 
El arquitecto Patroklos Karantinos empezó a construir un nuevo edificio para albergar el museo a partir de 1937. Aunque fue dañado durante la Segunda Guerra Mundial, la colección sobrevivió intacta y gracias a la labor del arqueólogo Nikolaos Platón volvió a ser accesible al público en 1952. El museo pasó por un nuevo periodo de renovación recientemente hasta que volvió a abrir sus puertas en el año 2014.

## Colecciones
Las colecciones del museo se distribuyen en 27 salas. En ella destaca la abundante presencia de objetos de la civilización minoica, procedentes de diversos yacimientos cretenses, que incluyen objetos votivos, herramientas, objetos de uso cotidiano, hallazgos relacionados con las costumbres funerarias y con eventos de carácter público y restos de pinturas al fresco. Entre los objetos singulares más llamativos se encuentran el sarcófago de Hagia Triada, un ritón con forma de cabeza de toro, el disco de Festo, el fresco del príncipe de los lirios, la cerámica de Kamarés, las inscripciones de lineal B de Cnoso, el colgante de las abejas de Malia y el llamado «tablero de juego de Cnoso».
En salas separadas se exhiben objetos procedentes de dos colecciones privadas: la de Stylianos Giamalakis y la de Nikos Metaxas. Hay otra sala donde se presenta la repercusión de la cultura minoica tanto en la Antigüedad como en los tiempos recientes.
En algunas salas hay también objetos de los tiempos históricos griegos y romanos, donde se exponen principalmente hallazgos relacionados con el surgimiento y desarrollo de las ciudades cretenses en el ámbito griego, y con elementos de adoración religiosa de estos periodos. 
Por otra parte, hay una colección de esculturas que abarcan desde el siglo VII a. C. hasta el siglo III a. C. y, en el jardín del museo, se conservan restos del monasterio de San Francisco, del periodo veneciano.

### Primeros tiempos

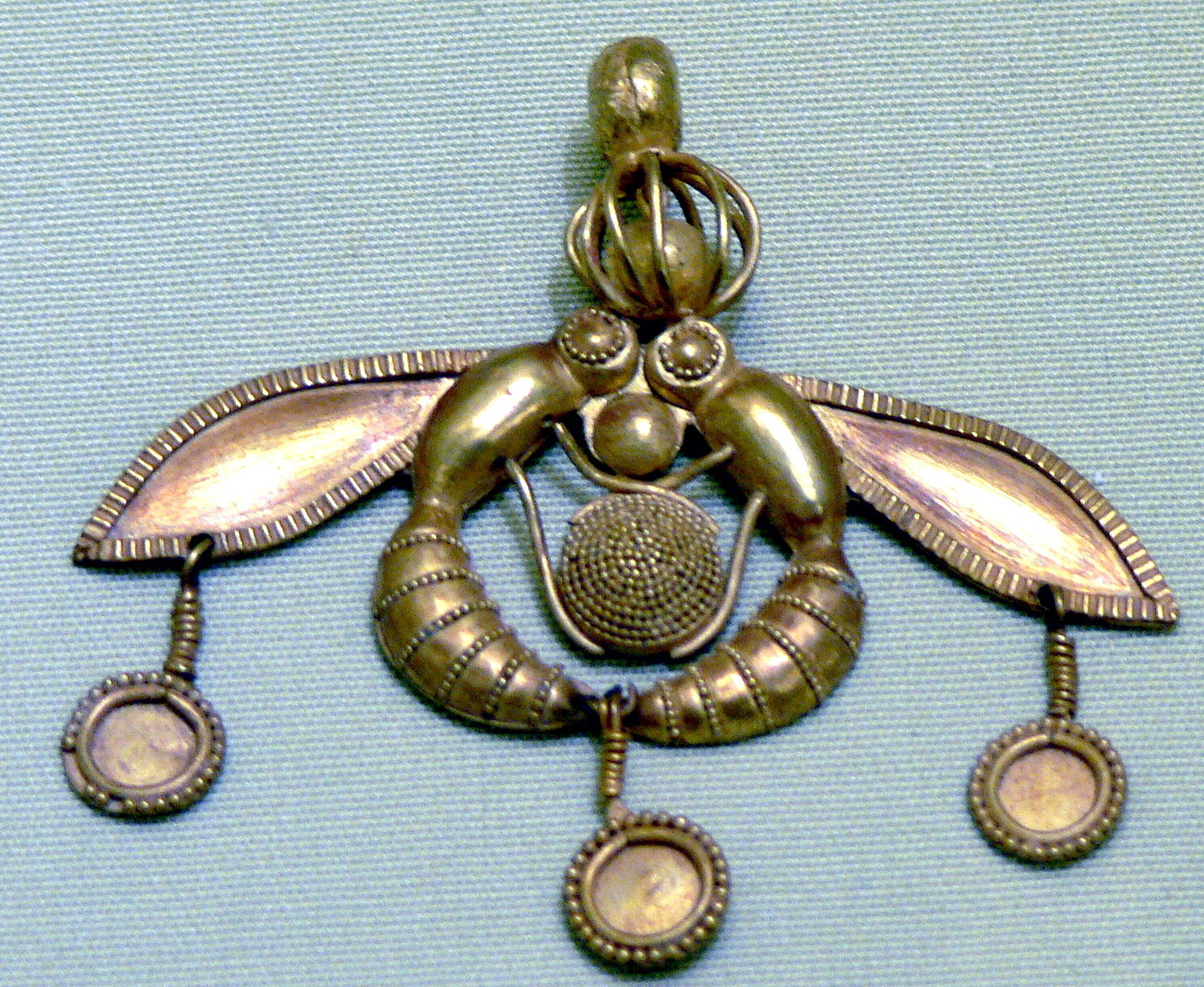
El colgante de las abejas de Malia, datado en torno a 1700-1600 a. C.

Las dos primeras salas contienen objetos del Neolítico y del periodo más antiguo de la Edad del Cobre. Se exponen objetos procedentes del asentamiento neolítico de Cnoso, así como de tumbas prepalaciales de la llanura de Mesará, Mojlos, Arjanes y Malia. Entre los objetos de adoración encontrados en santuarios se hallan figurillas de terracota. Un objeto de lujo singular es el colgante de las abejas de Malia.

### El mundo minoico
En otra sala se exponen características de la economía, administración y la vida cotidiana durante la época de los primeros palacios minoicos. Entre los objetos destacan una serie de recipientes muy ornamentados, como la denominada «vajilla real de Festo». 
En las dos siguientes salas se exhiben aspectos relacionados con el fortalecimiento del sistema palacial a través de la construcción de nuevos palacios y grandes villas o mansiones, así como el desarrollo del comercio marítimo. Aquí se halla el célebre disco de Festo.
Por otra parte, hay una sala dedicada a las actividades de entretenimiento y la vida cotidiana del mundo minoico. Aquí se exponen piezas relacionadas con la taurocatapsia y otras piezas destacadas como el «ritón del púgil» de Hagia Triada y la daga de bronce de Malia.

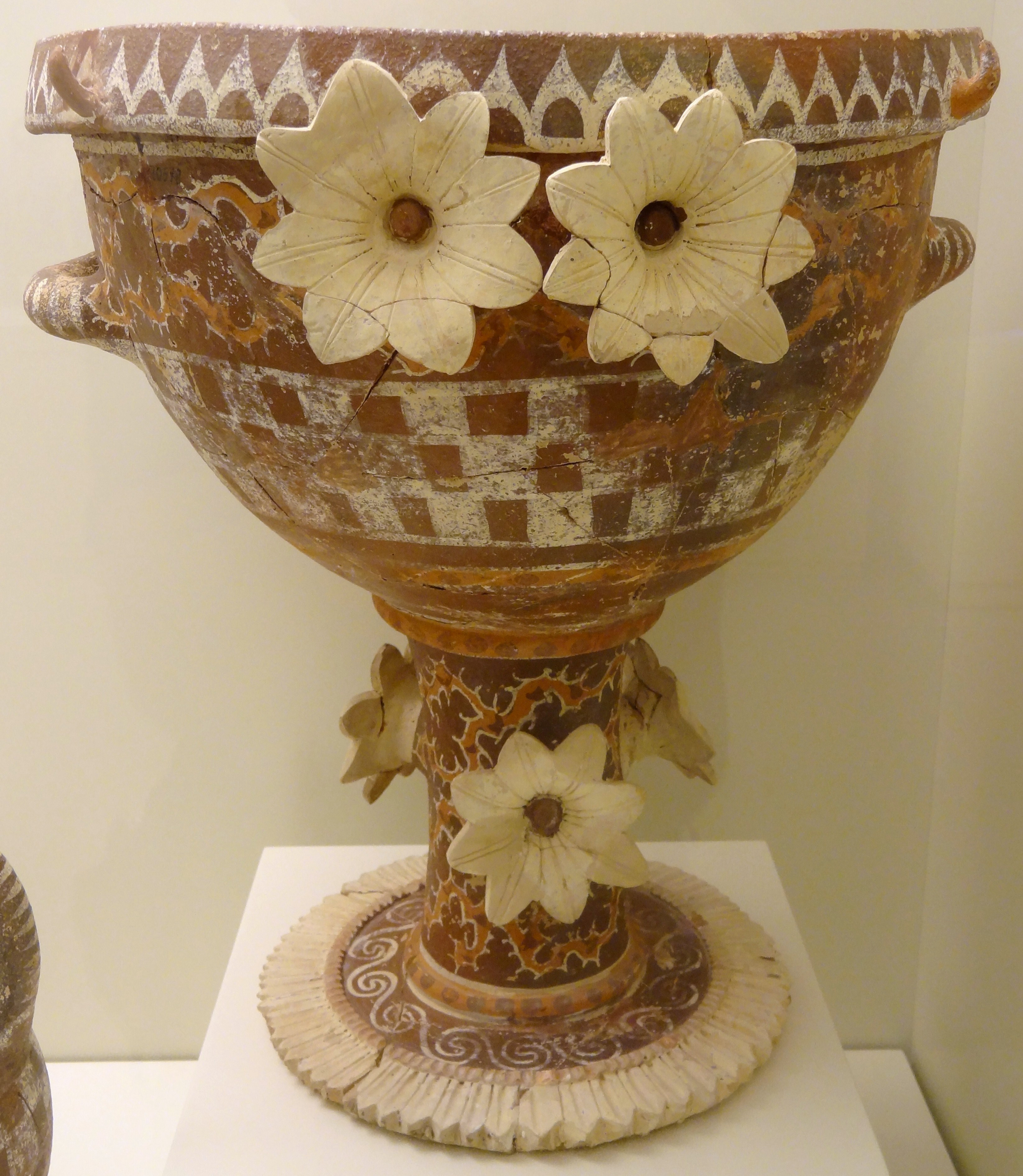
Una cratera procedente del palacio de Festo (hacia 1800-1700 a. C.)
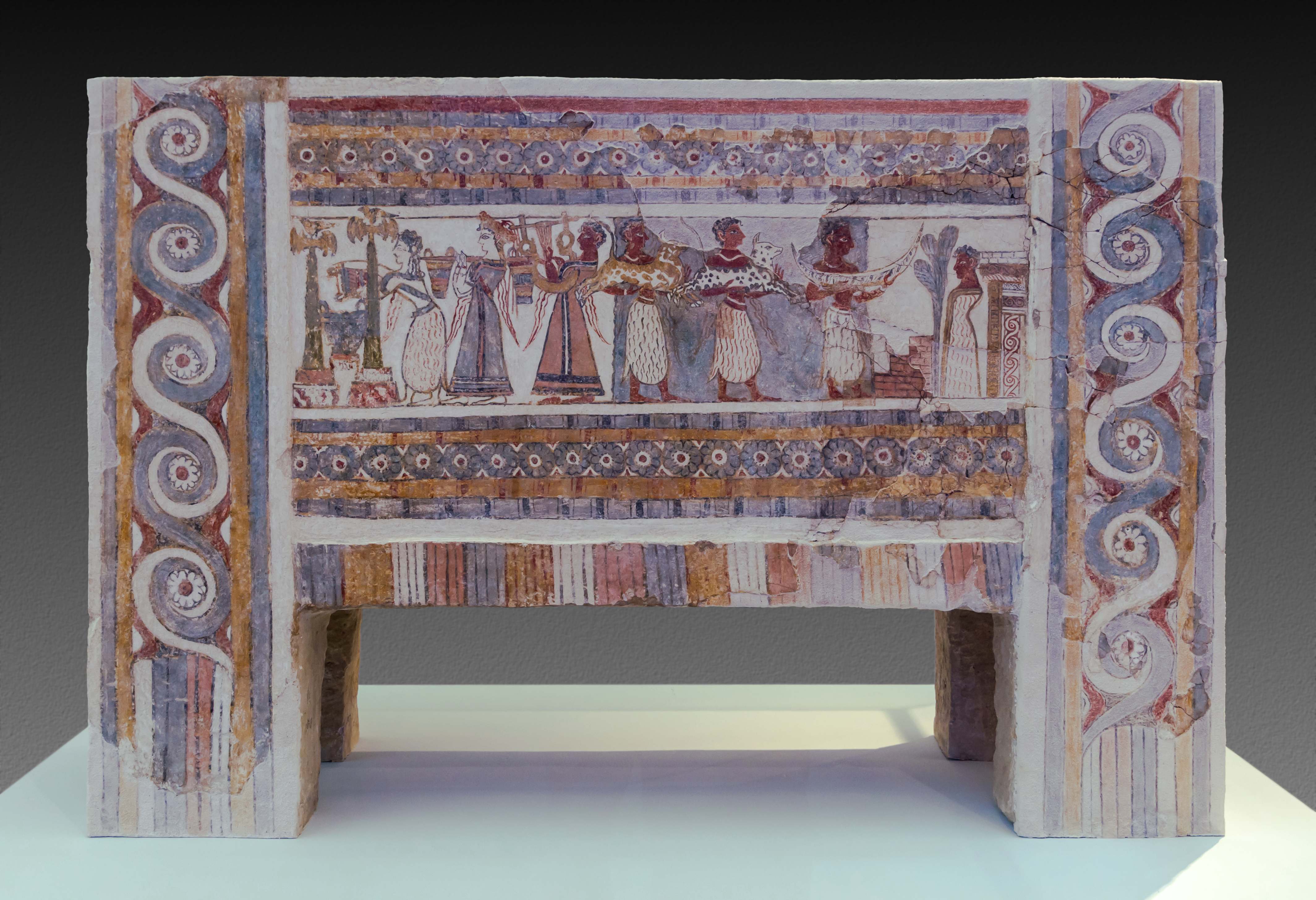
Una de las caras laterales del sarcófago de Hagia Triada.
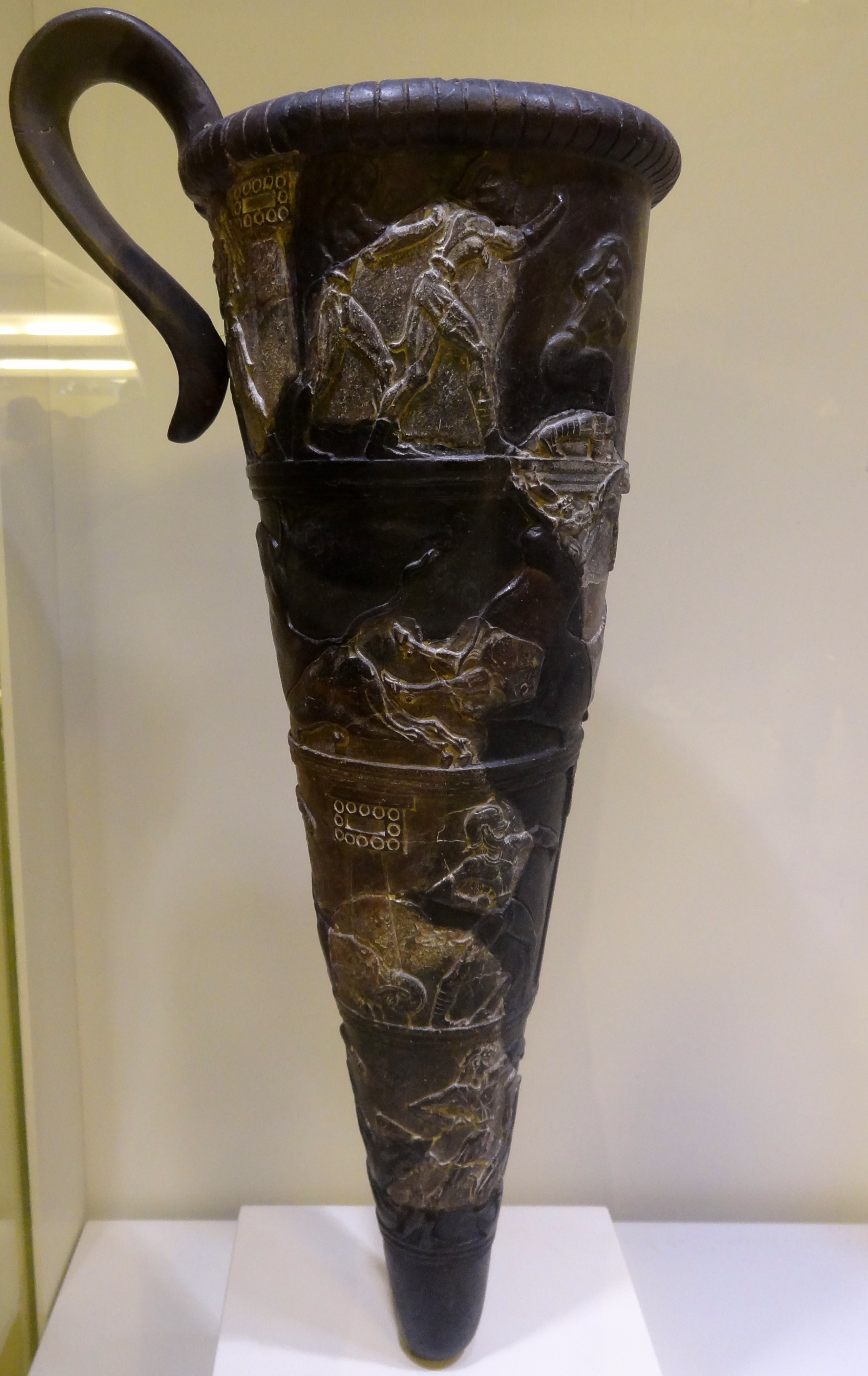
El ritón del púgil, de Hagia Triada.
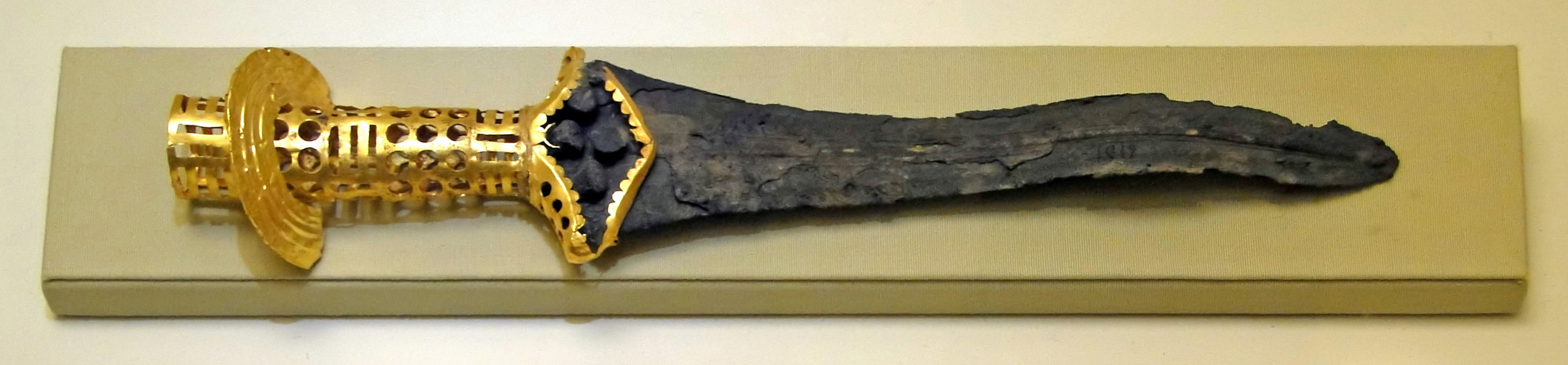
Daga de bronce procedente de Malia (hacia 1800-1700 a. C.)

Otras dos salas se dedican a la religión minoica. Aquí se hallan vasos para rituales como un famoso ritón con forma de cabeza de toro, figurillas como la conocida diosa de las serpientes y anillos de oro con representaciones religiosas.
En otra sala se presenta la última época del palacio de Cnoso a través de hallazgos de las necrópolis y de la valiosa información que proporcionan las tablillas de lineal B. Aquí también se exponen los hallazgos del yacimiento de Kamilari, cerca de Festo. 
Otra sala alberga hallazgos de necrópolis de Festo, Cnoso y Arjanes de la época del fin de los palacios, principalmente. En la siguiente sala ya se hallan objetos pertenecientes al periodo inmediatamente posterior al fin de los palacios, que proceden tanto de asentamientos como de necrópolis y santuarios. Aquí son destacables las figuras femeninas con brazos levantados procedentes de Gazi y de Kania, cerca de Gortina. 
La siguiente sala expone aspectos relacionados con las prácticas funerarias. Otra sala alberga una serie de frescos minoicos, como el Príncipe de los lirios, la «Parisienne» y Las damas de azul, entre otros.

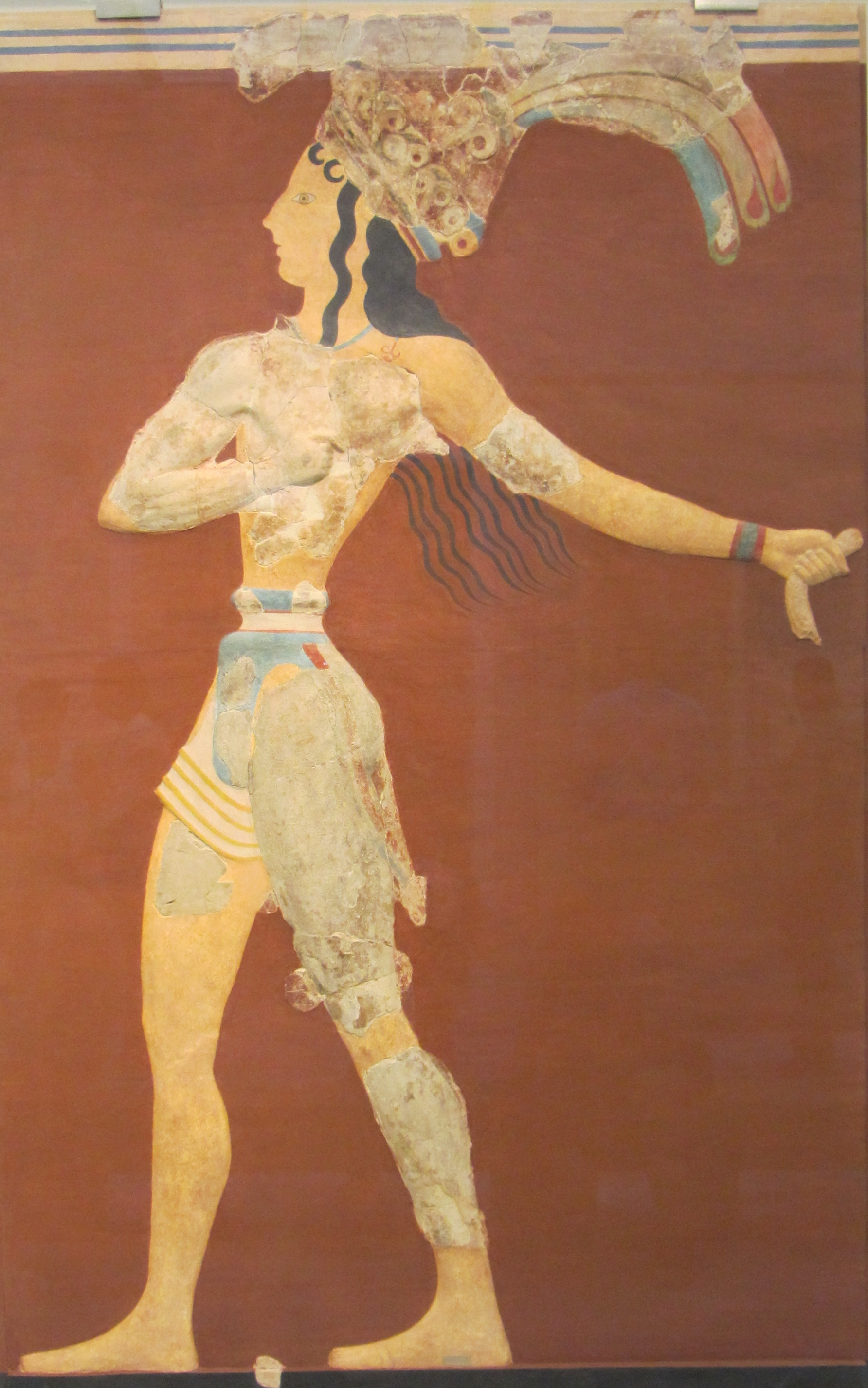
El fresco llamado «Príncipe de los lirios» (reconstruido).
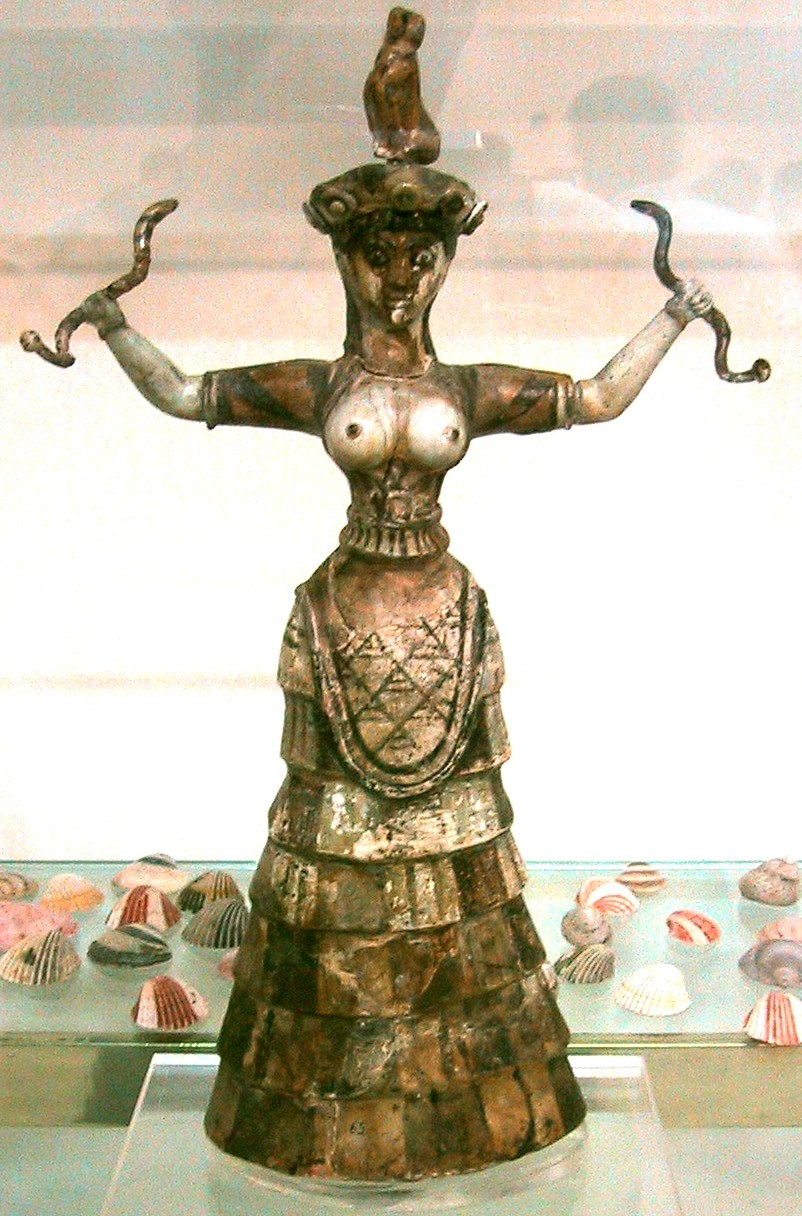
Diosa de las serpientes.
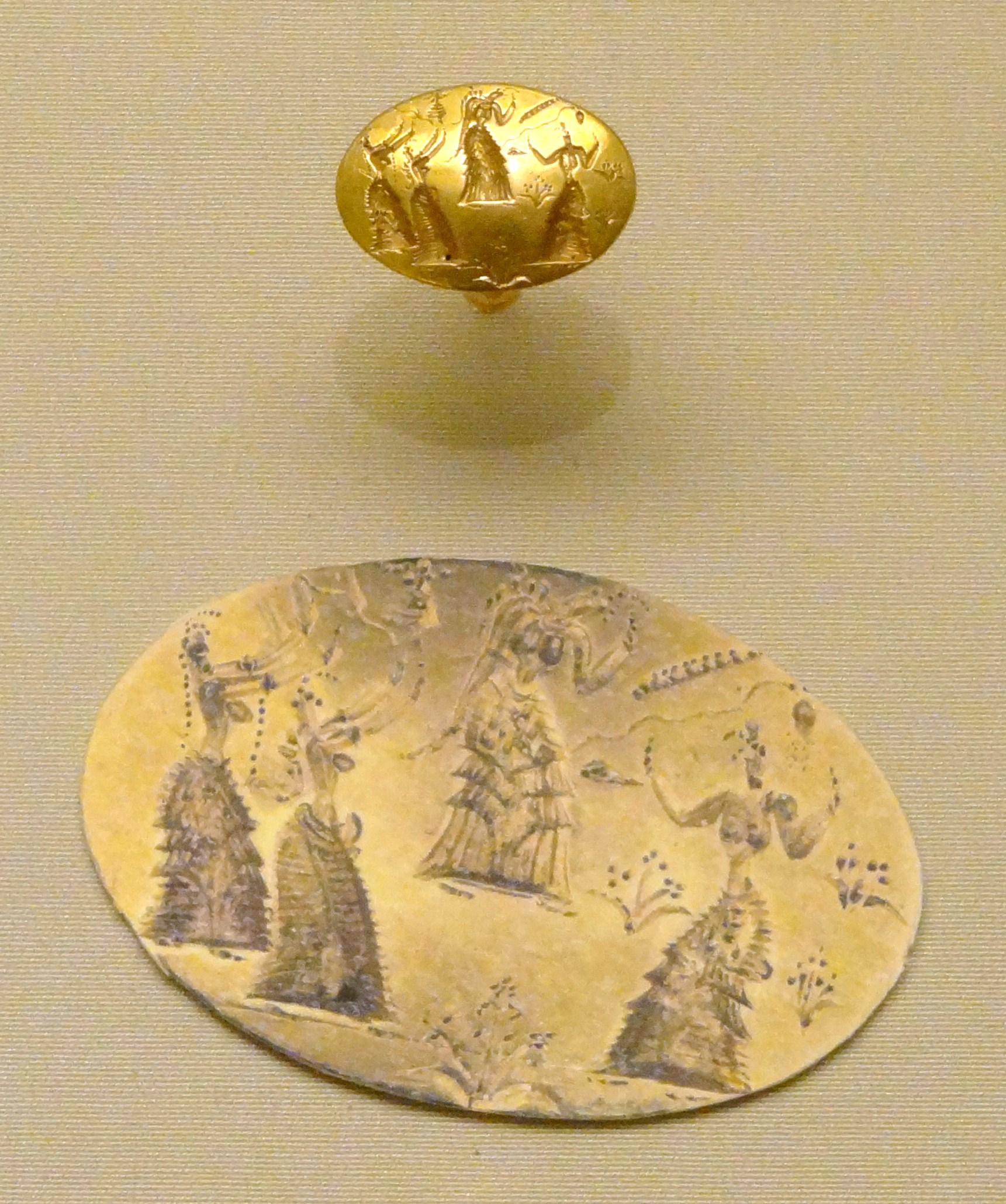
Anillo de oro minoico con una representación quizá de una danza ritual.
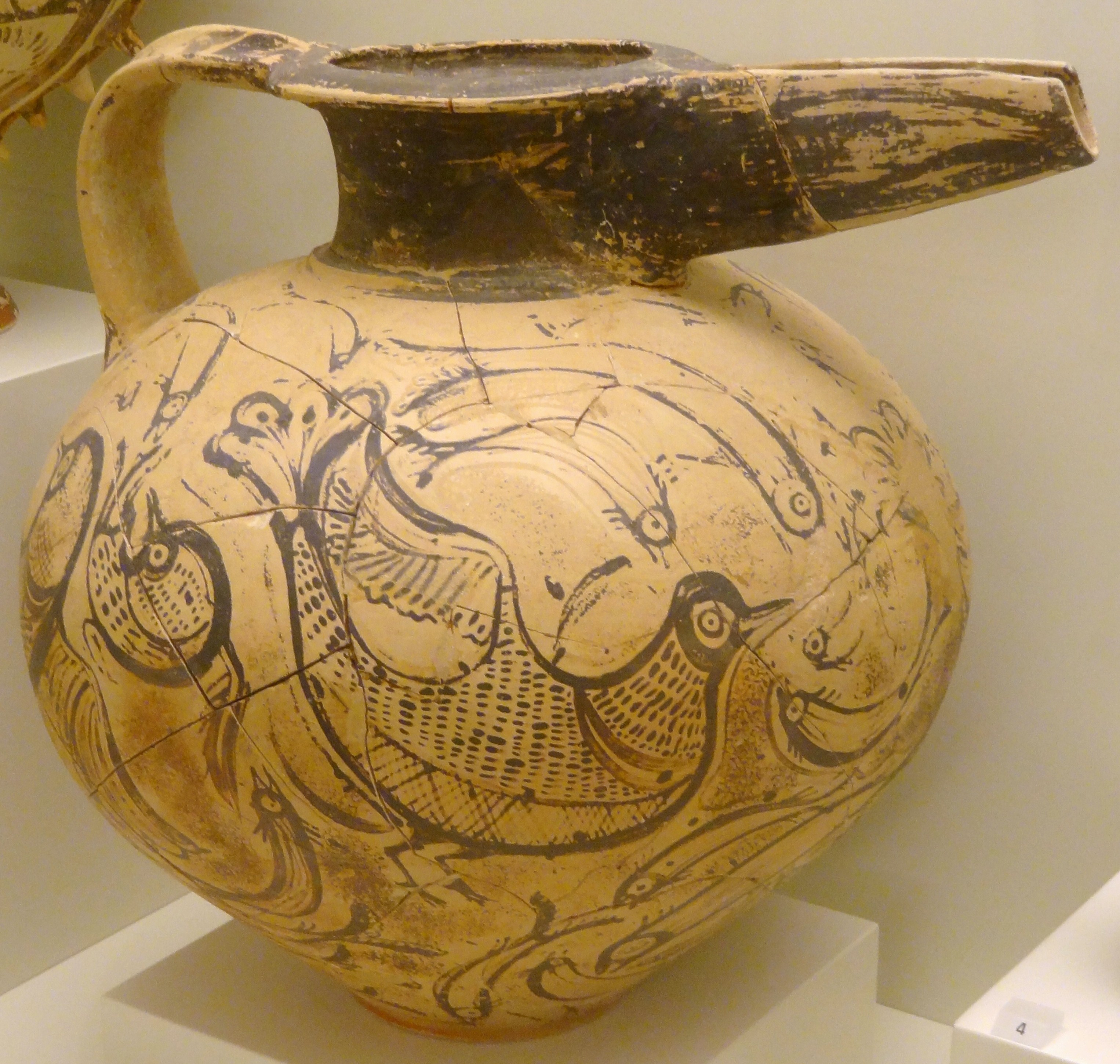
Cerámica minoica pintada con figuras de aves y peces.
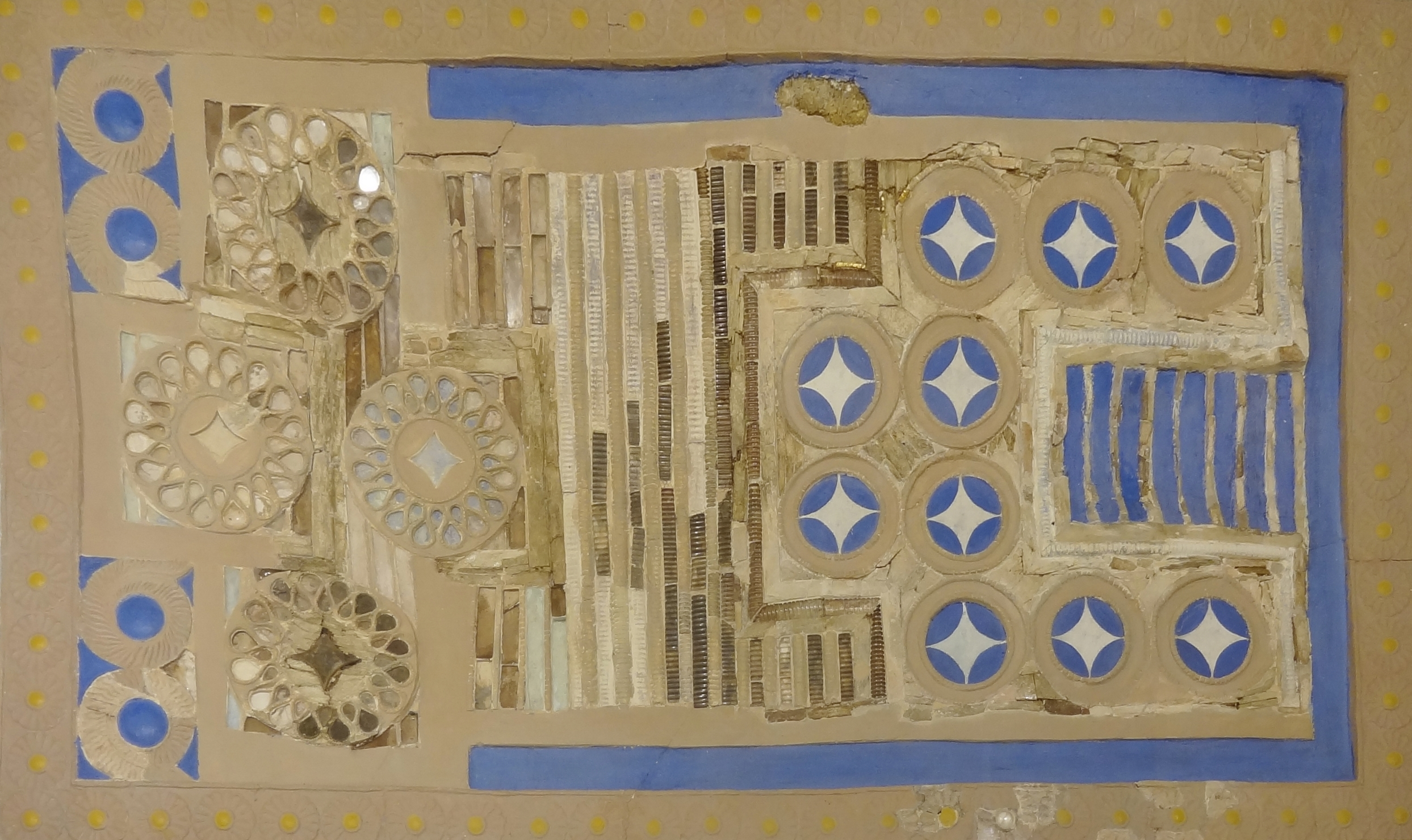
El denominado «tablero de juego de Cnoso», del periodo neopalacial.

### Tiempos históricos

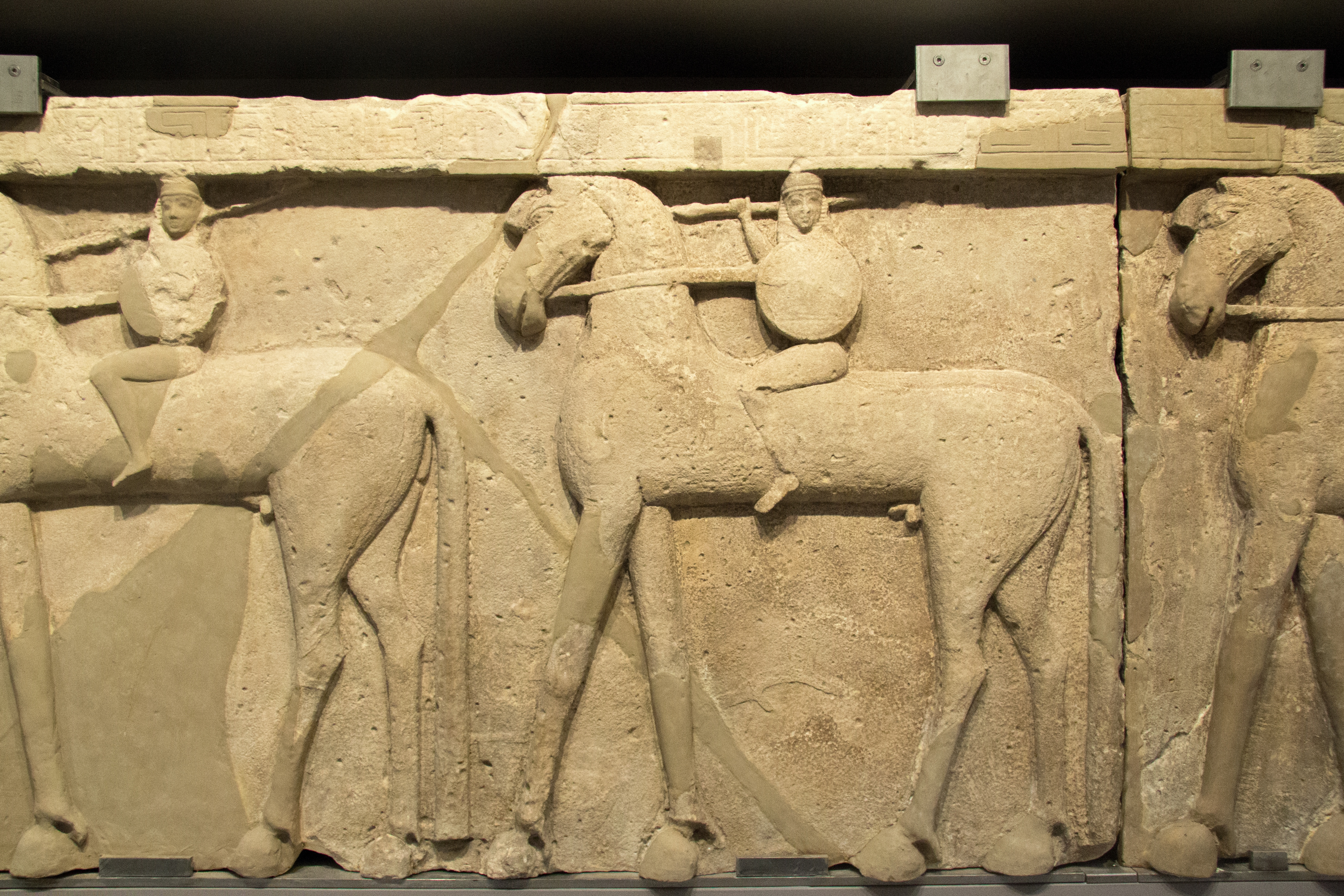
Procesión de jinetes armados, procedente de Prinias (quizá la antigua Rizenia), fechado en el siglo VII a. C.

Varias salas recogen aspectos de la sociedad cretense en el principio de la Edad del Hierro, como la vida cotidiana, las leyes y el comercio. A esta época también pertenecen algunos hallazgos de santuarios, como los de Gortina y Kato Simi y de cuevas como la del monte Ida, la del monte Dicte y la de Inato.
Por otra parte, se exponen las características de las necrópolis de esos primeros tiempos históricos, y la formación del alfabeto griego, a través de las inscripciones más antiguas de la isla de Creta que se han conservado.
A continuación se exponen las características y evolución de las ciudades cretenses desde la época clásica hasta la época romana. También hay una sala dedicada íntegramente a las monedas de Creta y otra dedicada a las necrópolis de los periodos helenístico y romano. Es destacable una estatua de bronce de un joven procedente de Yerápetra.
Otras dos salas exponen una colección de esculturas entre las que destacan las de Prinias y unos relieves procedentes de Gortina. De época romana hay una serie de retratos y copias de estatuas del pasado clásico.